# La chica que saltaba a través del tiempo
Toki wo Kakeru Shōjo (時をかける少女 lit. La chica que saltaba a través del tiempo?) es una película de animación japonesa de ciencia ficción y romance estrenada en 2005, dirigida por Mamoru Hosoda, con diseño de personajes de Yoshiyuki Sadamoto y escrita por Satoko Okudera. Está basada en la novela Toki wo Kakeru Shōjo de Yasutaka Tsutsui, publicada en 1967. La película fue producida por Madhouse y distribuida por Kadokawa Herald Pictures.
En México se distribuye por Zima Entertainment a partir del 15 de octubre de 2014 tanto en formato DVD como en Blu-Ray.
En España la distribución corresponde a Selecta Visión, tanto en formato DVD como en Blu-Ray combo (BR + DVD).

## Resumen
La historia presenta a Makoto Konno, una estudiante de secundaria que pasa la mayoría del tiempo con sus amigos de instituto, Chiaki Mamiya y Kousuke Tsuda tanto en las clases como fuera de ellas, sobre todo jugando al béisbol ya que están a punto de pasar de curso y tal vez no se vean tan a menudo. Todo cambia el día en que Makoto descubre accidentalmente que puede saltar en el tiempo, concretamente a un punto del pasado. De esta manera usa esta habilidad en su propio beneficio sin preocuparse de futuras consecuencias, ya que los cambios que a ella le parecen buenos acaban por repercutir negativamente en su futuro.

## Personajes
- Makoto Konno (Konno Makoto)

Seiyu: Riisa Naka
Actriz de doblaje (España): Nuria Trifol
Es una estudiante de secundaria que vive en Shitamachi en Tokio. Es bastante patosa y lleva una vida simple y sin cambios bruscos. Un día en la escuela descubre un mensaje escrito en la pizarra y seguidamente, cae sobre un extraño objeto con forma de nuez. Creyendo que no sucede nada, continua con su rutina. No obstante, de vuelta del instituto a su casa, pierde el control de su bicicleta y la atropella un tren; pero, en ese mismo instante, es transportada minutos antes de que sucediese. Es así como se percata de que puede viajar al pasado. Ese mismo día, mientras se encuentra en el baño, descubre un número en su antebrazo que le indica el número de viajes que le quedan, ya que son limitados.
- Kazuko Yoshiyama (Yoshiyama Kazuko)

Seiyu: Sachie Hara
Actriz de doblaje (España): Marta Barbará
Tía de Makoto y protagonista de la novela homónima. Se refieren a ella como la "tía bruja". Tras el accidente que tiene su sobrina, ésta le explica que puede viajar en el tiempo. Kazuko le recomendará usarlo sabiamente, advertencia que Makoto olvidara por completo y a quien después acudirá cuando todo se la venga encima.
- Chiaki Mamiya (Mamiya Chiaki)

Seiyu: Takuya Ishida
Actor de doblaje (España): Ángel de Gracia
Siendo uno de los mejores amigos de Makoto, acabará teniendo un interés mayor hacia ella. Proviene del futuro, y llegó a este tiempo con el deseo de poder contemplar una vez más una pintura que Kazuko estaba restaurando. En el instituto donde estudia junto a Makoto y Kousuke no se sabe nada de su pasado y solo se rumurea que es un estudiante que ha pasado por muchas escuelas, y cuando desaparece de la nada sin siquiera hablar con Makoto, de quien estaba enamorado, se empiezan a decir cosas muy malas del él. Makoto, sin poder contradecir nada, se queda callada ya que le ha prometido a Chiaki no revelar nada de donde viene ni quien es.

## Premios y nominaciones

### Festival de Sitges
| 2006 | Mejor película de animación | Mejor película de animación | Ganadora |

## Banda sonora
1. "Natsuzora (Canción de Apertura)"
2. "Sketch"
3. "Aria (Goldberg Hensoukyoku Yori)" (Goldberg Variations por Bach)
4. "Karakuri Tokei (Time Leap)"
5. "Shoujo no Fuan"
6. "Sketch (Versión larga)"
7. "Daylife"
8. "Daiichi Hensoukyoku (Goldberg Hensoukyoku Yori)" (Variación 1 de Goldberg Variations por Bach)
9. "Mirai no Kioku"
10. "Seijaku"
11. "Kawara nai Mono (Versión de cuerdas)" (Hanako Oku)
12. "Natsuzora (Tema de finalización)"
13. "Time Leap (Versión larga)"
14. "Natsuzora (Versión larga)"
15. "Garnet (Yokokuhen versión corta)" (Hanako Oku)

## Doblaje
El doblaje de la animación en lengua española se ha realizado tanto en España como en Latinoamérica.